# ROSARIUM -繋がれた少年-
『ROSARIUM -繋がれた少年-』（ローザリウム つながれたしょうねん）はOPTiM（おぷてぃむ）制作著作、ビジュアルアーツ販売のショタゲーである。

## あらすじ
主人公ルカ（名前変更可能）は薄暗く狭い部屋で目を覚まし、そこで自分の両親が事故死したこと、彼らは多額の借金をかかえていたこと、その借金のカタとして自分は売られてきたこと、そしてそれに伴い、これから約1ヶ月の間、性奴隷として高く売れるよう調教を強いられることを告げられる。

## ゲーム内容
あらすじの項にもあるように、ひとことで説明するならば同人も含めて、日本初の本格的ショタ調教ゲームといえる。他の主な調教系アダルトゲームと異なり、自らは調教を受ける側であるという点が特徴である。また、「ツインボイス仕様」と銘打ち、主人公の声は男性声優・女性声優の2種類から選択できるようになっている。
21日間の調教日程があり、その間にどのような調教を受けたか、また、質問に対してどのような答え方をしたかによって展開やエンディングが分岐してゆく。調教内容は逆レイプ、強制自慰、女装、輪姦、鞭、露出、尿道責め、寸止め、連続射精、電気責め、触手など多岐にわたり、切断などの肉体損壊の類を除けば、ほぼ全てのものが盛り込まれていると言っても過言では無い。

## 登場人物
登場人物の名前はいずれも聖書に出典されるものとなっている。主人公のルカは新約聖書の著者の1人とされる人物ルカの名前であり、これはキリスト教の聖人である。またルカを調教するエヴァは旧約聖書のエヴァであり、これは人類最初の女性とされる。ジュダは旧約・新約ともに現れる多くの人物名であるユダの英語読みである。更にアブサロム・ソロモンはアブサロム、ソロモンともに旧約聖書に登場するダビデ王の子の名前であり、ソロモンはダビデの後継者である。
ルカ（名前変更可能）（声：新田祐一、出羅斐イコ）
主人公の少年。記憶を失うも、両親を事故で亡くし、借金のカタとしてこの部屋に連れてこられ、調教の日々を過ごすことを宣告される。以後、着ているものは下着も含めて全て破棄され、調教の期間はシャツ1枚でいることを強いられる。これまでの記憶は失っているが、名前だけは辛うじて覚えており、ゲーム中ではその返答として名前入力を求められる。
エヴァ（声：くるみ）
ルカを調教する錬金術師見習の少女。自らの研究に多額の費用がかかるため、ルカを調教し、奴隷として少年愛者の富豪たちに高額で売りつけることを目論む。いわゆる女王様風の衣装を纏っているが、ルカの調教を行うからというわけではないらしく、普段からこの服装でいるようである。
ジュダ（声：森山葵）
エヴァの助手の少年。すでに調教が完了しており、彼女の命令には絶対服従を貫く。肉体的な感覚を除いて感情は完全に失っているが、物事を考えたり判断する能力はあり、或いは知力はルカよりも優れていると思われる。ただしエヴァの言動に対しては一切の疑問を抱かない。
男
エヴァの研究所になぜか大量にいる筋肉質の男たち。色白や色黒の者など様々だが体格や体型はみな同じ。調教ではもっぱら、ルカの拘束や強姦、あるいは監視などの役目を務める。屈強の者たちで、1人━━或いは1体と呼ぶべきか━━で、容易くルカの自由を奪う。ジュダと同様にエヴァの命令には絶対服従を見せるが、彼とは異なり思考能力は極めて希薄に思われ、言葉を発言することすらない。
犬
エヴァの研究所で飼育されている犬。ルカを犯す。同じく調教の行き届いた犬であり、エヴァの命令には忠実。
アブサロム・ソロモン
伝説の天才的錬金術師でエヴァが師と崇拝する人物。世界で唯一ホムンクルスの製造に成功したとされるが、彼にまつわる詳しいことはほとんど何もわかっていない。ある時期を境に行方をくらまし、それゆえに、より伝説がかりな存在となった。
その他の人々
図書館、公園、街中での露出において、辱めを受けるルカを眺めるギャラリーたち。
一輪のバラの花
登場人物とは言えないが、囚われて数日が経ったときに、ルカが部屋で見付けた花。何故、この部屋にそのようなものがあるのかはわからず、誰かが差入れてくれたのかもしれない。ルカはそのバラを、ここでの唯一の友達と思い、日々の仕打ちに堪える心の支えにする。

## アルゴリズム
ゲームは大きく４つの調教段階に分類することができる。ここでは便宜上、レベルA～Dという呼び名で以下に列挙する。

### レベルA
ゲーム開始時の段階。基本選択肢をそれぞれ1回以上選択しないと、いつまでもこの段階から抜け出すことはできない。
- レベル条件
  - なし（スタート時）
- 基本選択肢
  - 「奉仕」
  - 「自慰」
  - 「アナル」
- 追加選択肢
  - 「しつけ」
- イベント
  - 「エヴァにクンニ」
  - 「初めてのオナニー」
  - 「アナルに指を」
  - 「鞭でしつけ」

### レベルB
調教方針を決める段階。また、そうしたこともあって、進め方によっては基本選択肢でも消滅する事があるのがこの段階の特徴である。
- レベル条件
  - レベルAで「奉仕」，「自慰」，「アナル」をそれぞれ1回以上選択し、強制イベント「ジュダにしてもらう」を見る。
- 基本選択肢
  - 「奉仕」
  - 「自慰」
  - 「アナル」
  - 「犬を使う」
- 追加選択肢
  - 「露出」
  - 「ジュダと」
  - 「お仕置き」
- イベント
  - 「エヴァとSEX」
  - 「エヴァに逆レイプ」
  - 「ジュダにしてもらう」
  - 「オナニー2」
  - 「アナルにバイブ」
  - 「先にイッたお仕置き」
  - 「犬に舐められる」
  - 「図書館で」
  - 「ジュダに犯される」
  - 「メイド服でオナニー」

### レベルC
基本選択肢から「自慰」が消え、より調教らしい項目が追加される事で、移行したことがはっきりと判る段階となる。
- レベル条件
  - レベルBで「奉仕」，「アナル」をそれぞれ1回以上選択し、11日目以降を迎える。
- 基本選択肢
  - 「奉仕」
  - 「アナル」
  - 「尿道責め」
  - 「輪姦」
- 追加選択肢
  - 「犬を使う」
  - 「露出」
  - 「ジュダと69」
  - 「アナル拡張」
  - 「お仕置き」
- イベント
  - 「ディープスロート」
  - 「ジュダにフェラ」
  - 「セルフフェラ」
  - 「エヴァに犯される」
  - 「尿道責め」
  - 「輪姦」
  - 「犬に犯される」
  - 「ワンちゃん露出」
  - 「ワンちゃん露出2」
  - 「アナル2本差し」
  - 「メイド服で69」
  - 「電気でお仕置き」

### レベルD
基本選択肢からはレベルAにあったものが全て消える調教総仕上げ期間である。
- レベル条件
  - レベルCで「奉仕」，「アナル」，「尿道責め」をそれぞれ1回以上選択し、17日目以降を迎える。
- 基本選択肢
  - 「3人で」
  - 「強制自慰」
  - 「ジュダが犯す」
  - 「放置プレー」
- 追加選択肢
  - 「輪姦」
  - 「ｘｘを使う」
  - 「街中を散歩」
  - 「触手責め」
- イベント
  - 「エヴァ達と3P」
  - 「強制オナニー」
  - 「ジュダに犯される2」
  - 「放置プレー」
  - 「輪姦2」
  - 「触手に犯される」
  - 「街中で露出プレー」
  - 「触手に尿道責め」